# Isla del Rey (Argentina)
La isla del Rey, también llamada isla del Telégrafo o isla de los Conejos es una isla marítima dentro de la ría Deseado, en el Departamento Deseado, de la Provincia de Santa Cruz, Patagonia Argentina. Se halla a 450 metros de la margen norte de la ría (muy cerca de la península Stokes y a 400 metros de la península Viedma en la margen sur. Se encuentra a solo 12 kilómetros en línea recta de la ciudad de Puerto Deseado. Esta isla separa las bahías Uruguay y Concordia. La isla tiene un largo máximo de 900 metros en sentido norte-sur y una ancho máximo de 250 metros. Por esta isla cruzaba el tendido del telégrafo que unía la costa patagónica hasta cabo Vírgenes, lo que le otorgó uno de sus nombres comunes.
La superficie de la isla tiene un relieve con suaves lomadas que descienden hacia los bordes. La parte sudeste es acantilada. La superficie presenta una baja densidad de Suaeda divaricata y Atriplex sp.. Estas matas son utilizadas por el pingüino de Magallanes (Spheniscus magellanicus) para nidificar. En el resto de la isla se observan unas pocas cuevas de pingüinos. En el perímetro de la isla, sobre el canto rodado, ubica  sus nidos la gaviota cocinera (Larus dominicanus) y sobre las paredes acantiladas de la isla el cormorán gris (Phalacrocorax gaimardi). Hasta hace pocos años, la isla estaba habitada por el conejo doméstico (Oryctolagus cuniculus) traídos desde tierra firme que se reprodujeron de modo silvestre, siendo la isla utilizada como área de caza. Actualmente sólo se practica la pesca deportiva. Esta colonia de conejos le dio uno de los nombres comunes que tiene la isla.  